# پخش مواد غذایی

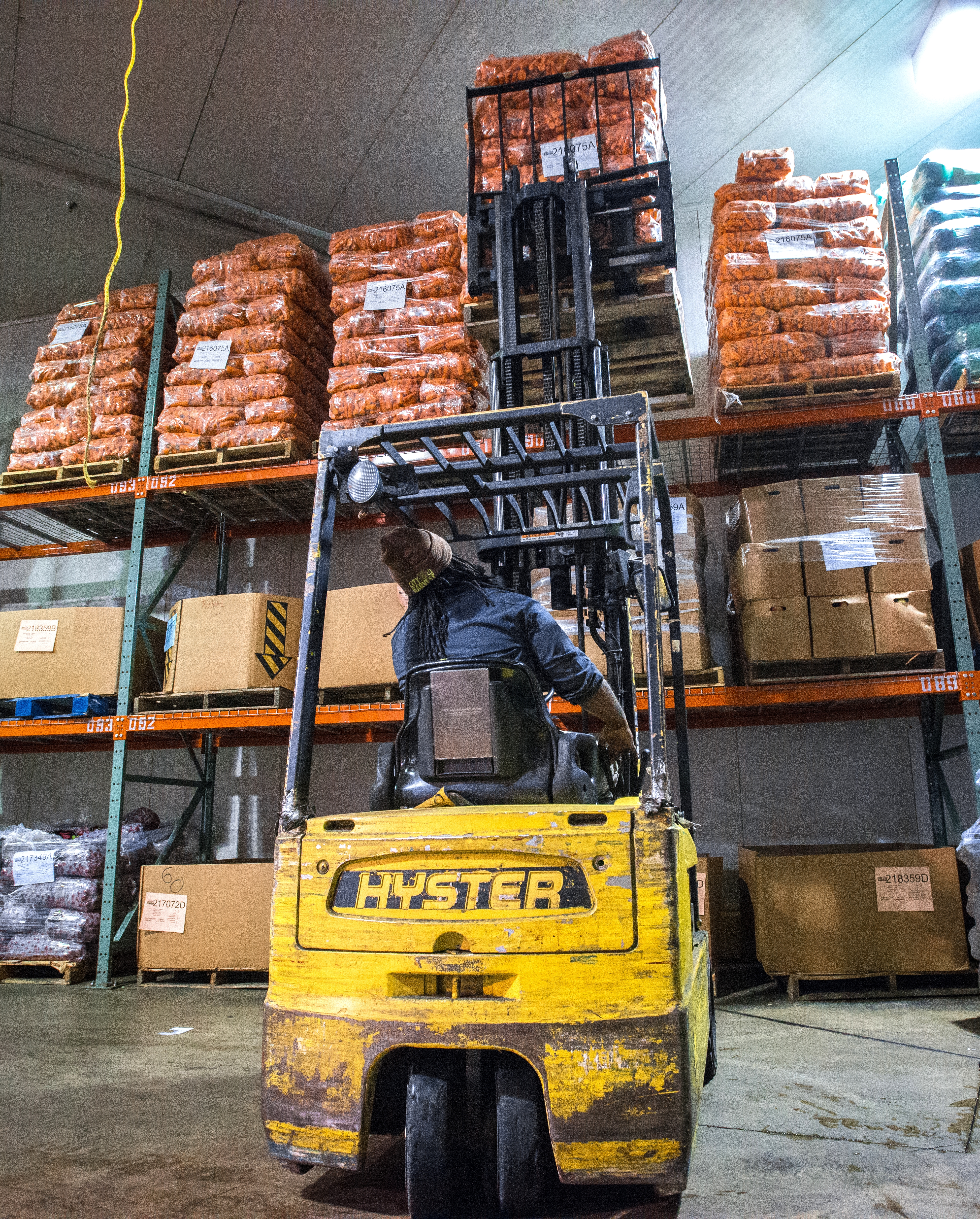
مردی در حال استفاده از لیفتراک برای تخلیهٔ بار هویج از یک کامیون یخچال‌دار در انباری واقع در لانگ آیلند سیتی، نیویورک

پخش مواد غذایی، (به انگلیسی: Food distribution) گونه‌ای از پخش کالا است، که شامل روش انتقال و ترابری فرآورده‌های غذایی و نوشیدنی‌ها، از نقطه‌ای به نقطه دیگر، با توجه به گونه مواد موردنظر می‌باشد.
مهم‌ترین عامل در تغذیه عمومی، مدل پخش آن مواد غذایی است، که اگر استانداردهای اولیه در ترابری آن‌ها رعایت نشود، به بیماری و سوءتغذیه در مصرف‌کنندگان می‌انجامد و در حجم انبوه ممکن است، باعث ایجاد قحطی گردد.
پخش مواد غذایی، نیازمند وجود سه بخش اصلی می‌باشد، که عبارتند از: 
- زیرساخت‌های ترابری، شامل: جاده‌ها، وسایل نقلیه، ترابری ریلی، فرودگاه و بنادر.
- فناوری جابجایی محصولات غذایی، مقررات و استانداردهای موردنظر محصول مانند نگاه‌داشتن در یخچال، ذخیره‌سازی و انبارداری.
- منابع کافی و تأمین لجستیکی، براساس نیاز و تقاضا.